# جون هوارد (منافس ألعاب قوى)
جون هوارد (بالإنجليزية: John Howard)‏ (و. 1888 – 1937 م) هو منافس ألعاب قوى كندي، ولد في وينيبيغ، شارك في الألعاب الأولمبية الصيفية 1912، توفي عن عمر يناهز 49 عاماً.

## روابط خارجية
- جون هوارد على موقع أوليمبيديا (الإنجليزية)